# シャイン・フューチャー
シャイン・フューチャーは、美術館・ギャラリー等への美術品搬入・搬出、展示作業を行う企業。

## 概要
- 設立：2012年6月1日

- 代表者名：谷口 輝人

- 事業概要[1]：

- 本体：シャイン・フューチャー
  - アート事業部：パーハプス
    - アートプロダクト：アート雑貨の企画・販売
    - エンカウンター：美術作品の買取・販売・代行販売